# Morti nel 1026
| Questa pagina contiene informazioni ricavate automaticamente dalle voci biografiche con l'ausilio del template Bio e di un bot. L'aggiornamento è periodico e automatico e ricostruisce completamente la pagina. Se manca una persona in questa lista, sei pregato di non aggiungerla, ma accertati piuttosto che la sua voce biografica contenga il template Bio e che i dati anagrafici siano correttamente compilati. Se il template Bio manca, inseriscilo tu stesso o, in alternativa, metti l'avviso {{tmp\|Bio}} che ne segnala la mancanza. Se i dati riportati sono sbagliati, correggi direttamente la voce biografica; le modifiche saranno visibili in questa lista entro pochi giorni. Per chiarimenti vedi il progetto biografie. La lista contiene solo le 11 persone che sono citate nell'enciclopedia e per le quali è stato implementato correttamente il template Bio. Pagina aggiornata al 10 feb 2025. |

- 8 gennaio - Atelmo, vescovo e arcivescovo anglosassone
- 16 gennaio - Anselmo I, vescovo francese
- 27 febbraio - Enrico V di Baviera, nobile franco
- 18 maggio - Federico II di Lotaringia, conte
- 29 maggio - Adelaide d'Angiò, contessa
- 23 agosto - Riccardo II di Normandia, nobile normanno
- 30 agosto - Bononio di Lucedio, abate italiano
- 25 dicembre - Ulf Thorgilsson, danese
- Guerino di Domfront, nobile normanno
- Leone di Vercelli, vescovo cattolico tedesco (n. 965)
- Sancha Sánchez di Castiglia, principessa e contessa (n. 1006)